# Bourgon
Pour les articles homonymes, voir Bourgon (homonymie).
 (septembre 2009).
 (septembre 2009).
- Si vous ne connaissez pas le sujet, laissez ce bandeau (vous pouvez alors contacter les auteurs).
- Si vous supprimez le contenu mis en cause (vous pouvez préalablement contacter les auteurs),

argumentez précisément cette suppression dans la page de discussion
(un manque de référence n'est pas un argument ; une recherche réelle de référence doit avoir été effectuée, être formellement documentée).
Bourgon est une commune française, située dans le département de la Mayenne en région Pays de la Loire, peuplée de 618 habitants.
La commune fait partie de la province historique du Maine, et se situe dans le Bas-Maine.

## Géographie
Bourgon est située à 30 km de Laval et 20 km de Loiron, son chef-lieu de canton, c'est une paisible localité que l'on découvre à 116 m d'altitude, à proximité de la Vilaine et de sa retenue d'eau. Elle devrait son nom au latin « rivière du bourg »[réf. nécessaire]. Son territoire — qui recouvre la superficie de 2 040 ha — s'allonge, du nord au sud, jusqu'à sa limite avec l'Ille-et-Vilaine. Arrosé par la Vilaine et quelques-uns de ses affluents, il présente des altitudes de 173 m à la Brécinière et de 151 m au bois de la Rousineraie. Le bourg, très excentré, est situé sur un promontoire qui domine la Vilaine et fait face aux premiers rochers de la province voisine, la Bretagne.
| Saint-M'Hervé (Ille-et-Vilaine)      | la Croixille         |                       |
| la Chapelle-Erbrée (Ille-et-Vilaine) | Bourgon              | le Bourgneuf-la-Forêt |
|                                      | Saint-Pierre-la-Cour | Launay-Villiers       |

### Climat
Pour des articles plus généraux, voir Climat des Pays de la Loire et Climat de la Mayenne.
En 2010, le climat de la commune est de type climat océanique franc, selon une étude du CNRS s'appuyant sur une série de données couvrant la période 1971-2000. En 2020, Météo-France publie une typologie des climats de la France métropolitaine dans laquelle la commune est exposée à un climat océanique et est dans la région climatique  Bretagne orientale et méridionale, Pays nantais, Vendée, caractérisée par une faible pluviométrie en été et une bonne insolation. 
Pour la période 1971-2000, la température annuelle moyenne est de 11 °C, avec une amplitude thermique annuelle de 13,6 °C. Le cumul annuel moyen de précipitations est de 841 mm, avec 13,3 jours de précipitations en janvier et 7,8 jours en juillet. Pour la période 1991-2020, la température moyenne annuelle observée sur la station météorologique de Météo-France la plus proche, sur la commune de Launay-Villiers à 6 km à vol d'oiseau, est de 11,6 °C et le cumul annuel moyen de précipitations est de 862,6 mm,. Pour l'avenir, les paramètres climatiques de la commune estimés pour 2050 selon différents scénarios d'émission de gaz à effet de serre sont consultables sur un site dédié publié par Météo-France en novembre 2022.

## Urbanisme

### Typologie
Au 1er janvier 2024, Bourgon est catégorisée commune rurale à habitat très dispersé, selon la nouvelle grille communale de densité à sept niveaux définie par l'Insee en 2022.
Elle est située hors unité urbaine. Par ailleurs la commune fait partie de l'aire d'attraction de Vitré, dont elle est une commune de la couronne,. Cette aire, qui regroupe 30 communes, est catégorisée dans les aires de 50 000 à moins de 200 000 habitants,.

### Occupation des sols
L'occupation des sols de la commune, telle qu'elle ressort de la base de données européenne d’occupation biophysique des sols Corine Land Cover (CLC), est marquée par l'importance des territoires agricoles (97,9 % en 2018), une proportion identique à celle de 1990 (97,9 %). La répartition détaillée en 2018 est la suivante :
prairies (52,4 %), terres arables (44,5 %), zones urbanisées (1,5 %), zones agricoles hétérogènes (1,1 %), eaux continentales (0,5 %). L'évolution de l’occupation des sols de la commune et de ses infrastructures peut être observée sur les différentes représentations cartographiques du territoire : la carte de Cassini (XVIIIe siècle), la carte d'état-major (1820-1866) et les cartes ou photos aériennes de l'IGN pour la période actuelle (1950 à aujourd'hui).

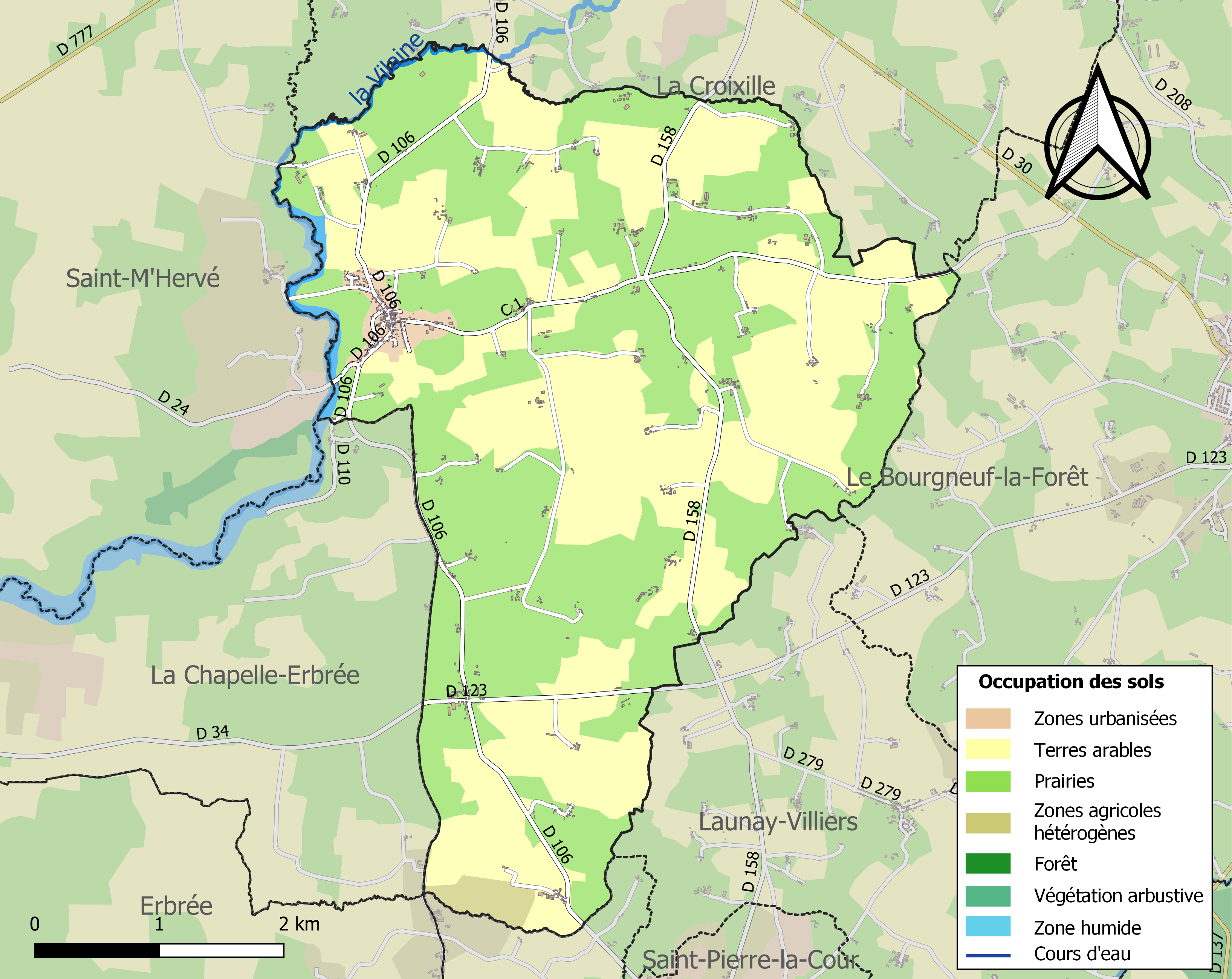
Carte des infrastructures et de l'occupation des sols de la commune en 2018 (CLC).

## Toponymie
Bourgon entre dans l'histoire au IXe siècle sous le nom de Burgodenum. J. de Borgon au XIIe siècle, Saint-Pierre de Bourgon en 1458, la paroisse s'est appelée Bourgon-le-Dolent en 1562. Par la suite, le village s'appellera tout simplement Bourgon. On retrouve néanmoins la mention de Saint-Pierre de Bourgon dans les registres paroissiaux, en 1685 et sur le cahier de doléances dudit Bourgon (1789).
Le gentilé est Bourgonnais.

## Histoire

### Moyen Âge
Jadis, le « chemin gravelais » ou « chemin du Roy » (mentionné en 1454), était en fait une portion du « Chemin de Cocaigne », voie gallo-romaine ancienne qui reliait « le Cotentin à la Gascogne ». Au nord, des portions apparaissent encore ici et là sur les communes de Saint-Pierre-des-Landes, La Pellerine, Larchamp, Le Loroux, Pontmain. Elle débouchait à Bourgon dans la cour de l'ancienne école des garçons, au lieu-dit le Pavement. Au sud, ce chemin a été choisi comme limite entre Mayenne et Ille-et-Vilaine. Il coupe la route du Bourgneuf à Vitré à la Brécinière, évite Bréal, et se poursuit vers La Gravelle, longe la forêt du Pertre. Il se dirige ensuite vers Cossé, Angers et Les Ponts-de-Cé.
Outre la bataille de la Brossinière (au lieu-dit actuellement nommé la Brécinière), le 26 septembre 1423, la localité se rappelle avoir été « appatisée à la garnison anglaise de Mayenne », en décembre 1433.

### Époque moderne
Vassale du comté de Laval, sa seigneurie de paroisse devient une baronnie en 1706. Ses seigneurs prirent le titre de comtes de Bourgon au XVIIe siècle. De leur château, qui existe encore au XVIIe siècle, « à l'est du bourg... avec une allée plantée d'arbres et une chapelle dédiée à sainte Anne », on pense généralement qu'il ne reste aucun souvenir. C'est heureusement inexact, puisque le comte de la Corbinaye vivait en son logis de Bourgon encore appelée maison seigneuriale de Bourgon jusqu'à la fin du XVIIe siècle. Sur la carte de Hubert Jaillot (1706), l'actuelle ferme du Logis comporte bien une allée bordée d'arbres. Château bien modeste, mais qui convenait souvent à la petite aristocratie provinciale bien souvent aussi pauvre que certains bourgeois, voire davantage. Quelques dizaines de mètres en contrebas, au bord du ruisseau, se trouve une espèce de petite maison pittoresque rénovée : il s'agissait en fait du moulin de Bourgon, auquel les paysans des diverses métairies et closeries de l'est de la commune devaient faire moudre leurs grains, moyennant paiement du meunier et redevance seigneuriale. En fait il existait même deux moulins : celui de Bourgon et celui de Choiseau. Quatre retenues d'eau avaient été aménagées dans la vallée du ruisseau de Choiseau et elles sont encore bien visibles. Ces retenues permettaient d'accumuler des réserves d'eau que le ruisseau n'aurait pu fournir à lui seul pour actionner les deux moulins.
- Un des propriétaires de cette humble maison seigneuriale, Pierre de la Corbinaye, y meurt le 15 septembre 1680. Son épouse, Anne de Quatrebarbes, l'avait précédé le 10 avril 1650.
- Julien de La Corbinaye épousa Laurence Le Lièpvre de Martigné et demeura quelque temps au château familial. « Gentilhomme très savant », il devint président au parlement de Bretagne en 1664 puis président aux enquêtes. Il établit alors sa résidence au château du Bois-Blin en Bréal puis dans son hôtel particulier, à Vitré où il meurt le 31 mai 1736. Il est inhumé dans l'église de Bourgon le 1er juin suivant. Il laisse à ses frères l'usage de la maison seigneuriale de Bourgon.
- Julien François Joseph meurt à l'hôtel Fournier de Rennes le 1er mai 1753 et est inhumé à Bourgon. Son épouse, Charlotte de Rabasté, l'avait précédé dans la tombe le 28 avril 1750. Le dernier membre de la famille inhumé dans l'église de Bourgon est Romaine de la Corbinaye, le 10 février 1763 (décédée à Rennes).

Les possessions de la famille tombent entre les mains de la famille de Guerry en 1748 et 1763. Claude Alexandre Malo de Guerry était président à mortier du parlement de Bretagne. Ses possessions s'étendaient de Juvigné jusqu'à Domloup. Sur la paroisse de Bourgon, on peut mentionner le vieil étang du Haut-Feil, d'une superficie de 3 journaux, le moulin de Bourgon « avec les deux petits étangs servant à faire moudre ledit moulin », les métairies de Rouge-Feil, de la Pipardière, du Haut-Epinay, de la Noë-Pouillet, le fourneau à chaux et le champ des Croisettes, le moulin de Choiseau, et des terres en dépendant, ainsi que des pièces de terre à la Jaunaie et aux Chalonges. Le tout était estimé à la valeur de 65 762 livres, 6 sous, 8 deniers. Ces biens seront achetés par des habitants de Bourgon vers 1800.

### Agriculture sous l’Ancien Régime
En 1696, et jusqu'à la Révolution, un tiers de ce territoire était encore couvert de landes : landes de la Brécinière, du Bas-Montigné, de Martinet. Le reste réparti entre 22 métairies, présentait des « mauvaises terres et des prés ». À la fin du XVIIIe siècle, on note la culture du lin et du chanvre. Les céréales étaient également cultivées, et on les groupait en deux catégories :
- les « grands blés » (froment et seigle), se semant à la Toussaint ;
- les « petits blés » (orge et avoine), semés au printemps.

Le sarrasin, bien que n'étant pas une céréale, avait une importance capitale dans l'alimentation. Il pousse en trois mois et peut donc être semé tardivement, si les récoltes de blé s'annoncent insuffisantes. La galette de sarrasin, mets très fréquent, était cuite sur une tuile.Cette culture sera principalement réservée par la suite à la nourriture du bétail et elle sera totalement abandonnée après la Seconde Guerre mondiale.
Les « grands blés », et particulièrement le froment rouge, étaient souvent exigés par les nobles et le clergé de leurs fermiers ou métayers.

### Révolution française
Plusieurs faits d'une importance locale marquent cette époque troublée. Dans le cahier de doléances, rédigé le 4 mars 1789, les habitants demandent la suppression de lieux dangereux « connus sous la dénomination de guinguette ou musse-pot » et de « détruire à jamais la gabelle », impôt prélevé sur du sel dont toute personne ayant atteint l'âge de 7 ans devait obligatoirement faire l'acquisition. Cet impôt occasionnait une lutte incessante entre faux-sauniers et gabelous, guérilla dont se plaignaient également les paysans qui voyaient régulièrement leurs barrières coupées pour permettre le passage de chiens qu'on emmenait en Bretagne et qui en revenaient chargés de sel. Leurs maigres cultures étaient également piétinées par les faux-sauniers ou les gabelous. Le sel produit en Bretagne, province franche, coûtait 3 livres le minot (un peu moins de 50 kg) du côté breton de la Vilaine. Il valait presque 60 livres dans le Maine, soit 20 fois plus. Il faisait donc l'objet d'un trafic dangereux mais qui pouvait permettre à certains paysans désœuvrés (surtout pendant l'hiver) de vivoter, moyennant une grosse prise de risques. C'est ainsi qu'on estime que 30 % du sel qui parvenait dans le Maine, province de grande gabelle était du sel de contrebande, du « faux-sel ». Les gabeleux ou « employés dans les fermes du roy », chargés de réprimer ce trafic, étaient disséminés dans la campagne, toutes les demi-lieues ou environ, au sein même de la population locale, et les conflits sanglants n'étaient pas rares. Sur la paroisse de Bourgon, des postes étaient installés à l'Errie, à l'Édonnière, Des cantonnements de gabeleux existaient au Grand-Village, à la Poulaillerie, au Bourgneuf-la-Forêt, à la Lande-aux-Torts, en Saint-Pierre-la-cour, ainsi qu'à l'Orrière, en Saint-M'Hervé.
En 1788, la paroisse de Bourgon payait 2 700 livres d'impôt sur le sel. La suppression de cet impôt mettra au chômage bon nombre de gabelous et de contrebandiers. Aussi, les principaux habitants de Bourgon demandèrent que « les employers qui n'ont point d'états, on continue à leur donner des gages pour veiller à la sécurité publique ». La suppression de la gabelle, les pressions subies par les prêtres, la mise à la disposition de la Nation de leurs biens et leur vente, les 14 juin et 29 août 1791, l'instauration d'une administration nouvelle dans cette commune rurale déjà fort pauvre lésa les intérêts de quelques habitants qui sombrèrent alors dans la chouannerie. Une véritable guerre civile se déroula dans le bocage, et Bourgon ne put échapper aux meurtres, assassinats et vengeances les plus horribles. On retiendra plusieurs épisodes sombres de cette période: après l'affaire de l'Étang de la Chaîne, au Bourgneuf, en septembre 1792, les gendarmes voulurent se saisir de citoyens de Bourgon contre lesquels un mandat d'amener avait été délivré.
Le 27 septembre 1792, Jean Sauvé est nommé maire de la commune. Le 27 décembre 1792, les brigades d'Ernée et de Gorron, n'ayant pu se saisir de personne, le bourg étant déserté, se mirent en marche vers Le Bourgneuf pour arrêter d'autres suspects. À minuit, et à un quart de lieue du bourg, elles furent reçues à coups de fusil tirés par-dessus les haies par « une troupe d'habitants du bourg et environs de Bourgon ». Cinq gendarmes, dont un blessé, furent retenus prisonniers.
Le directoire de la Mayenne envoya sur les lieux un de ses membres, Pottier-Verdrie. Le 31 décembre, environ 600 gardes nationaux d'Ernée, Laval et Vitré, avertis que « quatre à cinq mille hommes » devaient se réunir sur la paroisse de Bourgon, investirent le bourg totalement déserté du 31 décembre au 2 janvier.
La troupe battit le pays, sans découvrir un seul brigand. Sa seule conquête fut celle des vases sacrés des églises de Bourgon et de Saint-Pierre-la-Cour, où aucun intrus n'avait osé se risquer ; elle en dévasta le mobilier. Les patriotes volèrent aussi toutes les provisions du pays, et même celles de Sauvé : il réclama et obtint une indemnité en février 1793.
Aux termes du décret de levées militaires du 24 février 1793, Sauvé fut nommé commissaire de recrutement du district. Ces levées, qui allaient provoquer l'explosion de l'insurrection vendéenne, grossirent le nombre des chouans d'un fort contingent de réfractaires, et tout le pays fut en état de guerre. Le 15 mars 1793, le district de Vitré informe Rennes que des rassemblements suspects se produisent dans la région, notamment dans les communes de Bourgon, Saint-Ouën-des-Toits, Saint-Pierre-la-Cour et La Brûlatte. En juillet 1793, il fallut occuper militairement les cinq communes révoltées ; encore les postes ne pouvaient-ils réprimer tous les désordres.
Une nouvelle affaire de la Brossinière (Brécinère) a lieu le 18 juin 1793, occasionnant la mort d'un soldat républicain. Le 11 avril 1794, les hommes du général Beaufort affrontent les Chouans à la Gélinière et sur la butte de Rouge-Feil où huit Chouans sont tués et une vingtaine capturés. À partir du 23 floréal an 2 (12 mai 1794), une longue série de victimes des chouans (14 au moins) figure dans le registre d'état civil de la commune. Le 13 prairial an 2 (1er juin 1794), François Morel, René et Pierre Lhotellier, Barthélémy et Jean Coutard sont amenés dans le « pré gras », jouxtant le cimetière, où ils sont exécutés. Le 12 thermidor (30 juillet), Jean Jolivet et André Foucher sont tués. Le 21 thermidor an 2 (8 août 1794), les chouans tuent Paul-Jacques Bodin, jeune homme de vingt-six ans, ainsi que François Pouillard et Jean Huet, et Guillaume Martin le 30 fructidor (Archives départementales de la Mayenne, E dépôt 32/E5, vues 66,67,68,69,70,71 et 74).
À proximité du château de Villiers (Launay-Villiers) — qui abrita Armand-Charles Tuffin, le marquis de La Rouërie pendant plusieurs mois — Bourgon fut « le foyer de la chouannerie », les frères Pinçon y ayant recruté « de nombreux adhérents ». En effet la localité fut signalée « animée d'un mauvais esprit et ayant entraîné les autres ». La compagnie des frères Pinçon, qui comptait une centaine d'hommes, passa sous le commandement du vicomte de Pontbriand, après la mort de Jean Chouan, en juillet 1794. Il chassa Chartrain, « transfuge républicain » et « pillard de profession » et reprit les armes à la fin de l'année 1798.

### Premier Empire et Restauration
La prise du pouvoir par Napoléon Ier mit fin aux troubles de la chouannerie. Demeurait cependant un problème, celui du refus de la conscription. Aussi, pendant toute cette période, des soldats furent chargés de faire la chasse aux déserteurs dans la commune. On ne note aucun autre fait historique particulier à cette époque.
Lors de la restauration de la royauté, en 1815, les participants aux anciennes chouanneries, troubles dont les populations gardaient un souvenir cuisant, se firent plus audacieux.

### XIXesiècle
En 1830, à la suite des journées de juillet Louis-Philippe Ier prit le pouvoir et Charles X le chemin de l'exil. Le maire, Louis François Gérard fut démis de ses fonctions pour malversations financières.
En 1832, la duchesse de Berry, voulut assurer la régence de Henri V, dernier représentant de la branche légitimiste des Bourbons. Elle tenta de rallumer les braises des anciennes chouanneries et de la Vendée. Le maire déchu fut impliqué dans une affaire de tentative d'embauchage. Contrairement à ce qui s'était passé entre 1791 et 1799, les populations s'armèrent et n'hésitèrent pas à dénoncer les fauteurs de trouble. De cette époque date l'installation à Bourgon d'une brigade de gendarmerie (1831-1832.) Le recensement de 1836 mentionne la présence de 6 gendarmes. Parmi ceux-ci un alsacien du nom de Pierre Hetlé.

## Politique et administration

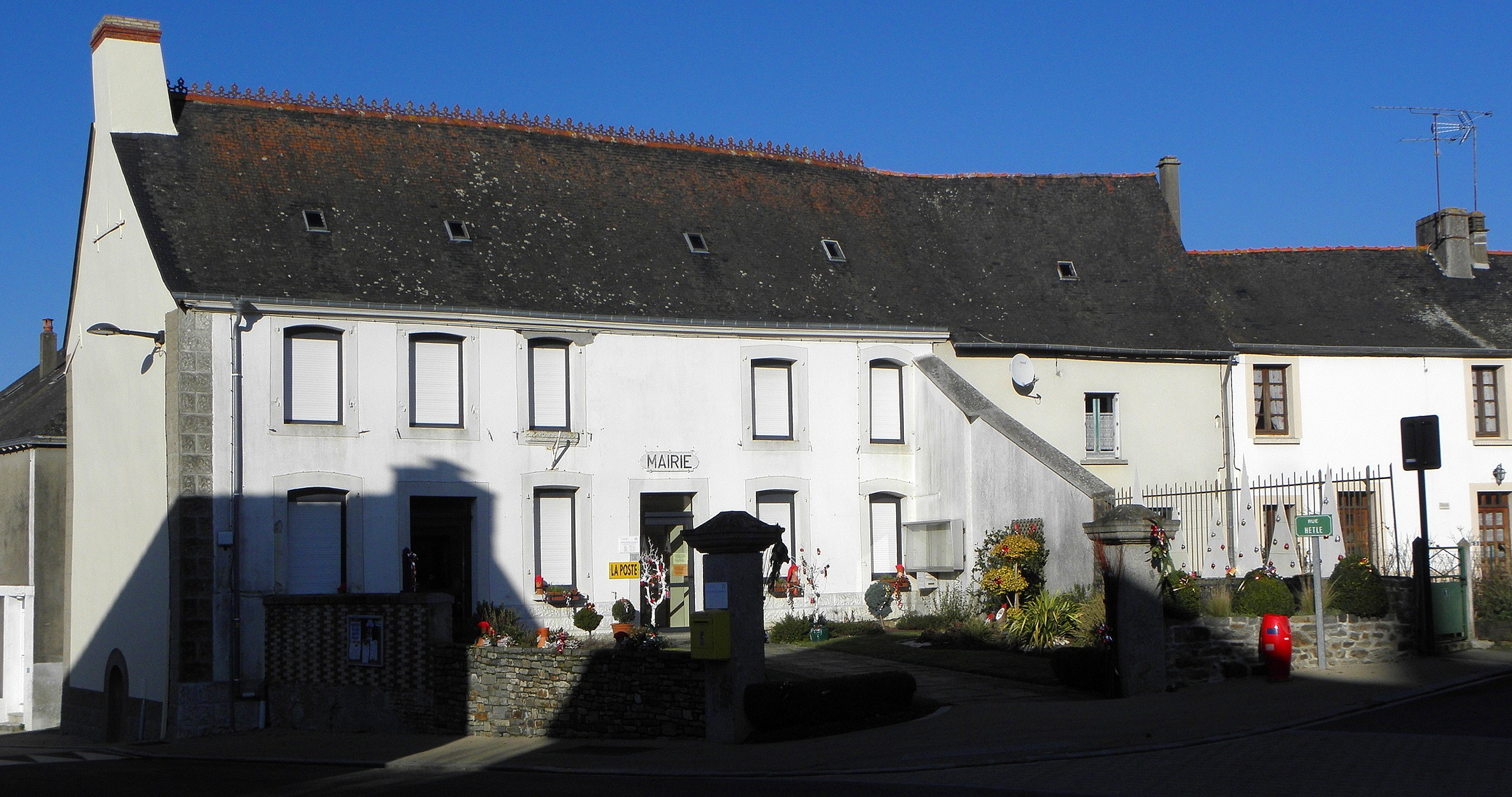
La mairie.

## Population et société

### Démographie
L'évolution du nombre d'habitants est connue à travers les recensements de la population effectués dans la commune depuis 1793. Pour les communes de moins de 10 000 habitants, une enquête de recensement portant sur toute la population est réalisée tous les cinq ans, les populations de référence des années intermédiaires étant quant à elles estimées par interpolation ou extrapolation. Pour la commune, le premier recensement exhaustif entrant dans le cadre du nouveau dispositif a été réalisé en 2008.
En 2022, la commune comptait 618 habitants, en évolution de −4,63 % par rapport à 2016 (Mayenne : −0,73 %, France hors Mayotte : +2,11 %).
| 1793  | 1800  | 1806  | 1821  | 1831  | 1836  | 1841  | 1846  | 1851  |
| ----- | ----- | ----- | ----- | ----- | ----- | ----- | ----- | ----- |
| 1 173 | 1 085 | 1 246 | 1 358 | 1 226 | 1 410 | 1 488 | 1 541 | 1 538 |

| 1856  | 1861  | 1866  | 1872  | 1876  | 1881  | 1886  | 1891  | 1896 |
| ----- | ----- | ----- | ----- | ----- | ----- | ----- | ----- | ---- |
| 1 528 | 1 603 | 1 610 | 1 491 | 1 401 | 1 193 | 1 156 | 1 069 | 995  |

| 1901 | 1906 | 1911 | 1921 | 1926 | 1931 | 1936 | 1946 | 1954 |
| ---- | ---- | ---- | ---- | ---- | ---- | ---- | ---- | ---- |
| 956  | 954  | 920  | 840  | 793  | 797  | 845  | 828  | 790  |

| 1962 | 1968 | 1975 | 1982 | 1990 | 1999 | 2006 | 2008 | 2013 |
| ---- | ---- | ---- | ---- | ---- | ---- | ---- | ---- | ---- |
| 771  | 722  | 670  | 625  | 582  | 587  | 608  | 614  | 640  |

| 2018 | 2022 | - | - | - | - | - | - | - |
| ---- | ---- | - | - | - | - | - | - | - |
| 633  | 618  | - | - | - | - | - | - | - |

## Économie
Au XVIIe siècle, le minerai de fer était exploité à Bourgon pour le compte des forges de Port-Brillet et des forges de Chailland mais cette industrie devait cesser avant la Révolution. Toutefois, pendant celle-ci, le Directoire d'Ernée commanda encore du minerai d
e fer pour les forges de Chailland. En cette période troublée, on ne sait si la demande fut satisfaite. Il ne reste aucun vestige visible de cette activité et les archives sont pauvres à ce sujet. La commune, qui comptait 82 fermes en 1834, est de nos jours environnée de pâturages. Ses agriculteurs s'adonnent à la pratique de la polyculture et de l'élevage des bovins, des porcins et des volailles.
Aux siècles passés, de nombreux petits métiers étaient exercés dans la campagne. Chaque « village » situé loin du bourg comptait un drapier, un tonnelier, un forgeron, des marchands. On rouissait et broyait le lin et le chanvre qui étaient transformés en fil. Toutefois, l'industrie du tissage, même si elle existait parfois, subissait la forte concurrence des manufactures situées le long de la Mayenne. Vers 1850, plusieurs femmes exerçaient encore de métier de fileuses, mais le métier se perdit avec les décès successifs de ces femmes. À la même époque, au moins trois tisserands transformaient ce fil en toile. Toutes ces activités artisanales disparurent peu à peu et la commune est actuellement totalement à vocation agricole.
La principale activité industrielle de la commune fut sans nul doute l'exploitation des carrières de pierre à chaux, ainsi que la cuisson de cette pierre, utilisée principalement par les agriculteurs. La « pierrière » du Haut-Feil était déjà en activité au XVIIIe siècle et un fourneau à chaux fonctionnait au lieu-dit Les Croisettes, proche la ferme de la Pipardière. Vers 1815, une deuxième source de pierre à chaux est découverte près du bourg, à Meslard, et fait l'objet d'une exploitation et d'une transformation grâce à deux fourneaux, l'un construit à la Noë de la Lampe (qui existe encore), l'autre sur la Lande de Martinet, près du chemin de La Croixille. Une troisième carrière, La Clairie, fait l'objet d'une exploitation à la même époque, semble-t-il. La carrière du Logis était exploitée également au XIXe siècle. Cette industrie semble péricliter vers 1875, époque qui marque le début de l'emploi des engrais chimiques en agriculture et le déclin de la population de la commune.
De ces quatre excavations, d'abord inondées, il n'en reste plus que trois à l'heure actuelle : celle de Meslard, celle du Logis et la carrière du Haut-Feil qui a été comblée à 70 % de matériaux inertes tandis que celle de la Clairie s'est trouvée incorporée au plan d'eau de la Haute-Vilaine lors de la construction d'un barrage, en 1982.

## Culture locale et patrimoine

### Lieux et monuments

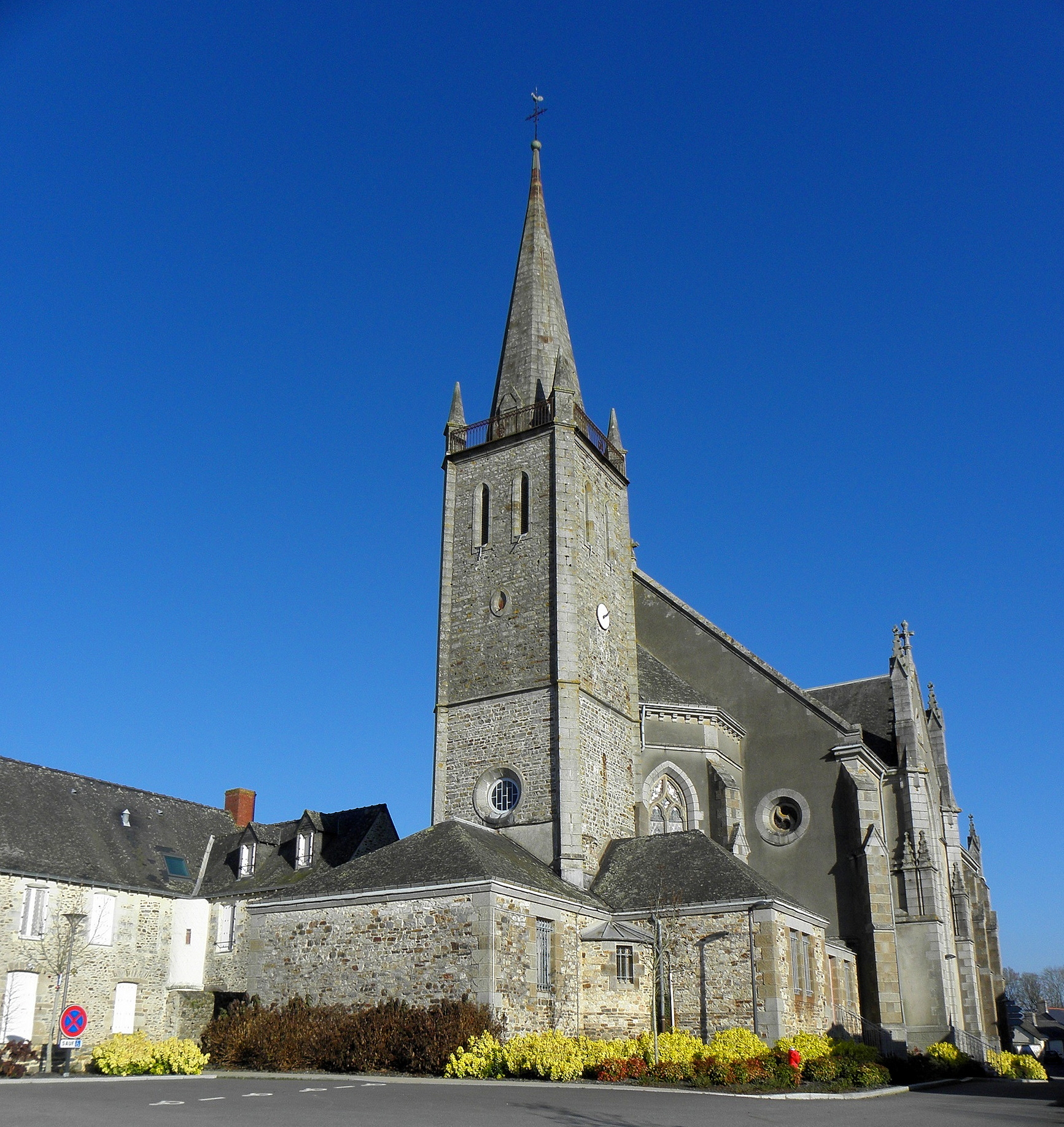
Le chevet et le clocher de l'église Saint-Pierre.

- Église Saint-Pierre (XXe siècle).

### Activité et manifestations
- Marché de Noël organisé par l'association USCLB et la mairie le premier dimanche de décembre[25].

### Personnalités liées à la commune
- Famille Sauvé, médecins et chirurgiens.
- Les frères Pinçon, originaires de Bourgon, chefs de l'insurrection contre-révolutionnaire et royaliste en Mayenne en 1793.
- Didier Pauchard (né en 1951 à Bourgon), arbitre international de football.

### Héraldique
| Blason de Bourgon | Blason  | D’or, à un lion de gueules, tenant entre ses pattes avant une lance de même d’où s’étend une oriflamme d’argent, chargé d’une croix du second ; le tout adextré d’une clé contournée d’azur en pal. |
| Blason de Bourgon | Détails | L’or et le lion rappellent le blason de la famille de La Corbinaie, seigneur de Bourgon. Le blason exact est “D’argeant à la croix de gueules, dantellee de sable, cantonnee de quattre corbeaux passans aussy de sable.” La reprise intégrale du blason de seigneur étant formellement interdite, il suffit d’en emprunter un ou plusieurs éléments. La lance avec l’oriflamme aux couleurs anglaises sont le rappel de la bataille de la Brossinière. Il s’agit d’un lieu-dit de Bourgon où s’est jouée la première victoire sur les Anglais. La clé indique que le saint patron de Bourgon est Pierre. Elle est d’azur pour signaler la présence du plan d’eau qui sert de base de loisir. Les ornements sont deux branches de bruyère de sinople, fleuries de pourpre, mises en sautoir par la pointe et liées d’or, afin de signaler l’abondance de cette végétation dans cette partie du département. Le listel d'argent porte le nom de la commune en lettres majuscules de sable. La couronne de tours dit que l’écu est celui d’une commune ; elle n’a rien à voir avec des fortifications. Le statut officiel du blason reste à déterminer. |

## Sources
- Altitudes, coordonnées, superficie : répertoire géographique des communes 2014 (site de l'IGN, téléchargement du 1er mars 2015)